# برنيسيا
برنيسيا (باللاتينية: Bernicia) هي مملكة من بدايات العصور الوسطى في شمال إنجلترا وإحدى من المملكتين الإنجليزيتين اللتان توحدتا وكونتا مملكة نورثمبريا (الأخرى هي ديرا)، ويقال أن أراضيها امتدت من نهر تاين شمالا وحتى نهر فورث، بينما توسعت حدودها الغربية تدريجيا بعد انتصاراتهم على الويلزيين.
كان مقر الملك يقع في بامبورو وتقع قربها جزيرة ليندسفارن والتي أصبحت مقعدا لأسقف المنطقة، وأول ملك موجود في السجلات هو إيدا والذي يقال أنه اعتلى العرش عام 547، أما إثلفريث فقد وحد ديرا إلى مملكته حوالي العام 605 تقريبا، واستمر الاتحاد تحت حكم إدوين ابن إلا ملك ديرا، ثم انفصلت برنيسيا مجددا عن ديرا تحت حكم إينفريث بن إثلفريث (633 – 634) وبعد هذا التاريخ أصبحت برنيسيا صاحبة السيادة في نورثمبريا، وكان لديرا ملوك وحدهم تحت حكم أوزوي.